# Níger nos Jogos Olímpicos de Verão de 2004
O Níger competiu nos Jogos Olímpicos de Verão de 2004, em Atenas, na Grécia.